# Federazione di baseball e softball dell'Iran
La Federazione iraniana di baseball e softball (eng. Islamic Republic of Iran Baseball and Softball Association; per. انجمن بیس بال و سافت بال جمهوری اسلامی ایران) è un'organizzazione fondata nel 1993 per governare la pratica del baseball e del softball in Iran.
Organizza il campionato maschile e di softball femminile, e pone sotto la propria egida la nazionale maschile e di softball femminile.